# Gonodonta acmeptera
Gonodonta acmeptera är en fjärilsart som beskrevs av Jan Sepp 1848. Gonodonta acmeptera ingår i släktet Gonodonta och familjen nattflyn. Inga underarter finns listade i Catalogue of Life.